# Helmut Kostal
Helmut Kostal (* 24. Dezember 1944 in Lüdenscheid; † 5. November 2015) war ein deutscher Unternehmer.

## Beruf
Kostal trat 1972 in das familieneigene Unternehmen, den Elektronik- und Mechatronikhersteller Kostal-Gruppe in Lüdenscheid, ein. 1981 übernahm er die Leitung. Unter seiner Führung expandierte das Unternehmen international, unter anderem nach Irland, Großbritannien, Japan, China und Frankreich. 1993 wurde der Geschäftsbereich Kontaktsysteme gegründet, 1995 kamen die Bereiche Automobilelektrik, Industrieelektrik und Prüftechnik hinzu. 2008 stieg Kostal mit seinem Unternehmen über ein Joint Venture in den indischen Markt ein und 2009 in die Solartechnik. 
2010 übergab er die Firmenleitung an seinen Sohn Andreas, blieb aber Mitglied der Geschäftsleitung.
Er war Vorsitzender des Arbeitgeberverbandes Metall und Elektro.

## Politik, Ehrenamt
Fünf Jahre lang war Kostal als Abgeordneter der CDU Ratsherr in Lüdenscheid und für sieben Jahre ehrenamtlicher Richter am Sozialgericht Dortmund.

## Ehrungen
- 2012: Ehrenring der Stadt Lüdenscheid
- 2012: Verdienstkreuz am Bande der Bundesrepublik Deutschland[2]
- 2013: Doktor der Wirtschaftswissenschaft ehrenhalber (Dr. rer. pol. h. c.) der Universität Witten/Herdecke[3]